# Joanna Nordin
Lisen Joanna Nordin, född 23 september 1982 i Halmstad, är en svensk kurator.
Joanna Nordin började 2009 att utbilda sig i fri konst på Kungliga Konsthögskolan i Stockholm och avlade magisterexamen 2015. Hon arbetade därefter 2015–2017 som kurator för lärande på fotografigalleriet Index – The Swedish Contemporary Art Foundation i Stockholm och som kurator på Sörmlands museum i Nyköping 2017–2019.
Hon var museichef för Carl Eldhs Ateljémuseum i Stockholm 2020–2023.
Hon utsågs hösten 2022 till konstnärlig ledare för Bonniers Konsthall i Stockholm med tillträde i april 2023.